# Barcelos
Barcelos [bɐɾˈsɛluʃ] ist eine  Stadt (Cidade) und ein Kreis (Concelho) in Portugal mit 116.752 Einwohnern (Stand 19. April 2021). Seit 2017 trägt die Stadt die UNESCO-Auszeichnung City of Crafts & Folk Art, für ihre Keramiktraditionen, die in der landesweit bekannten Figur des Hahn von Barcelos ihren populärsten Ausdruck findet.

## Geschichte
Vermutlich seit der Altsteinzeit besiedelt, war der Ort für die Römer ein regionaler Verwaltungsort. Portugals erster König D.Afonso Henriques gab Barcelos 1140 Stadtrechte (Foral), die 1515 von König Manuel I. erneuert wurden. Im Jahr 1928 wurde die vorherige Vila (Kleinstadt mit Verwaltungsrechten) zur Stadt (Cidade) erhoben.

## Die Legende vom Hahn von Barcelos
Diese portugiesische Legende erzählt von einem Bauern, der aus der Stadt Barcelos aufbrach, um nach Santiago de Compostela zu pilgern. Am Stadtrand von Barcelos beschuldigte ihn ein reicher Landbesitzer des Silberdiebstahls. Der Bauer wurde vor Gericht gestellt, schuldig gesprochen und zum Tod durch den Hängen verurteilt. Vor seiner Hinrichtung verlangte der Bauer ein letztes Mal, mit dem Richter zu sprechen, der ihn verurteilt hatte. Der Richter war gerade dabei, gebratenen Hahn zu essen, als ihm der Verurteilte sagte, dass der Hahn als Zeichen seiner Unschuld vom Teller hüpfen und während seiner Hinrichtung krähen würde. Als dann der Verurteilte hingerichtet werden sollte, begann der Hahn tatsächlich zu krähen. Der Richter rannte zum Stadtplatz, um die Hinrichtung zu stoppen. Da sah er, das ein Knoten im Strick das Zugehen desselben verhindert hat.
Einige Jahre später kam der Bauer nach Barcelos zurück und errichtete eine Gedenkstätte für den Heiligen Jakobus (San Tiago) und die Jungfrau Maria.
Die Legende vom Hahn von Barcelos wird natürlich nicht wörtlich geglaubt, ist aber ein wichtiger Teil der portugiesischen Kultur aufgrund der moralischen Werte, die sie enthält. Die Legende (vgl. zu Santo Domingo de la Calzada in Spanien den Artikel Hühnerwunder) handelt von einem immer wiederkehrenden portugiesischen Thema (die meisten portugiesischen Legenden handeln von Bauern) und berührt Aspekte des täglichen Lebens, wie Gerechtigkeit, Stolz, Schicksal und dialektischen Wunderglauben, die in Portugal hohe Wertschätzung genießen. Zugleich spiegelt die Legende den spielerischen und distanzierten Umgang der Portugiesen mit weltlichen und religiösen Hierarchien wider. So steht hier die Menschlichkeit und der Humor der einfachen Bevölkerung gegen den ihr gegenüber distanzierten, oft willkürlich wirkenden Eliten.

## Kultur und Sehenswürdigkeiten

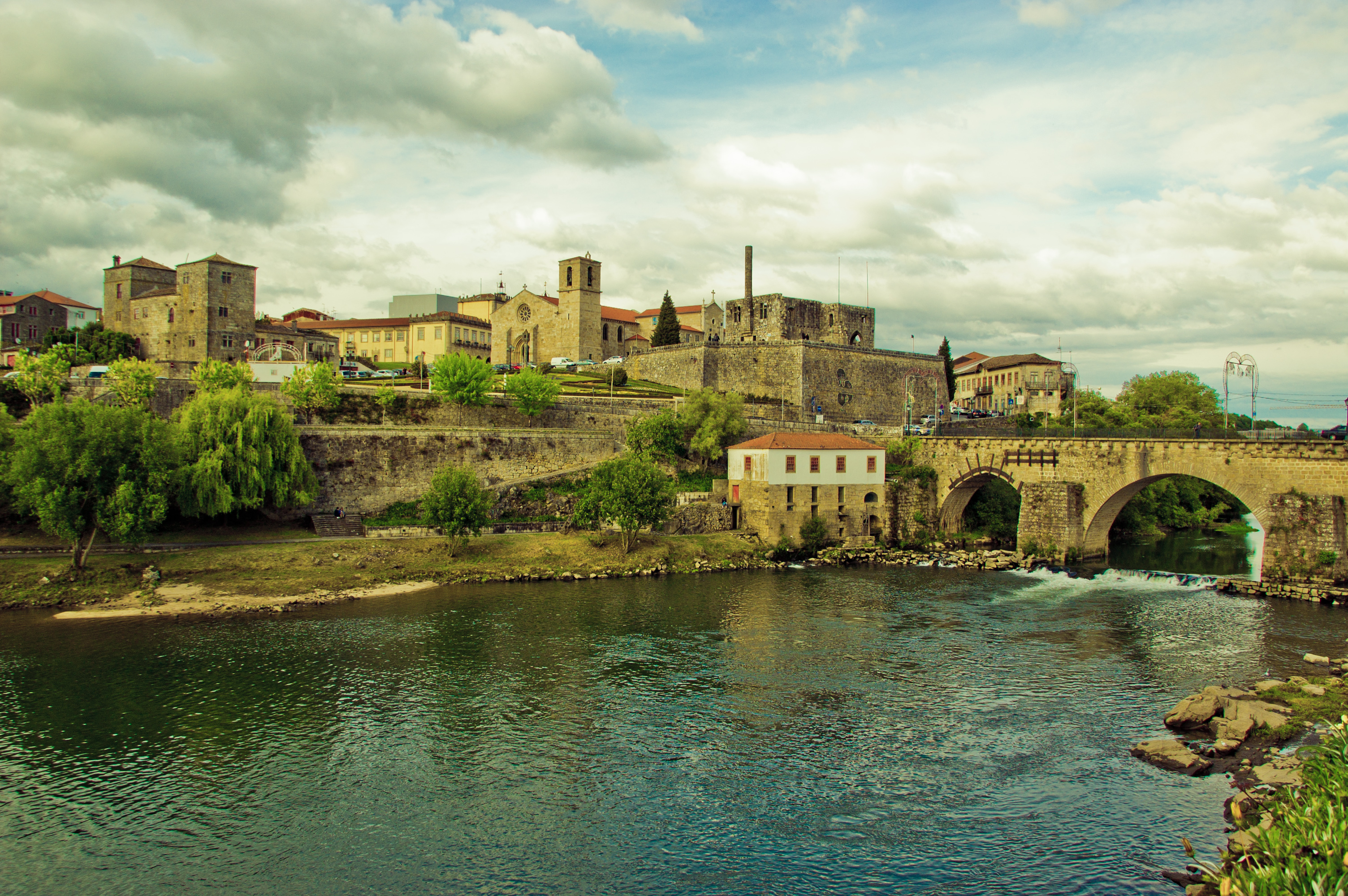
Blick auf den historischen Ortskern
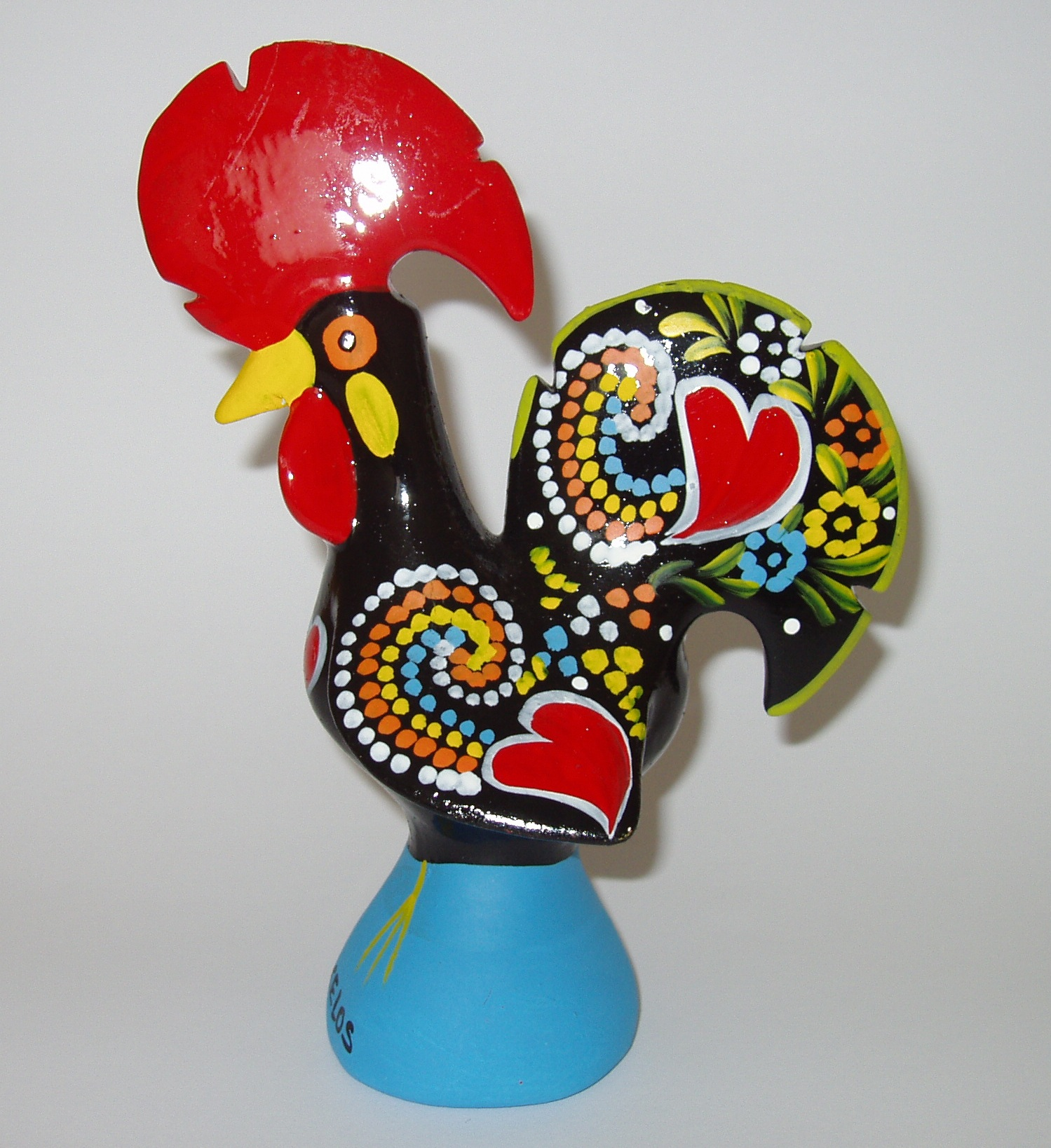
Der Galo de Barcelos
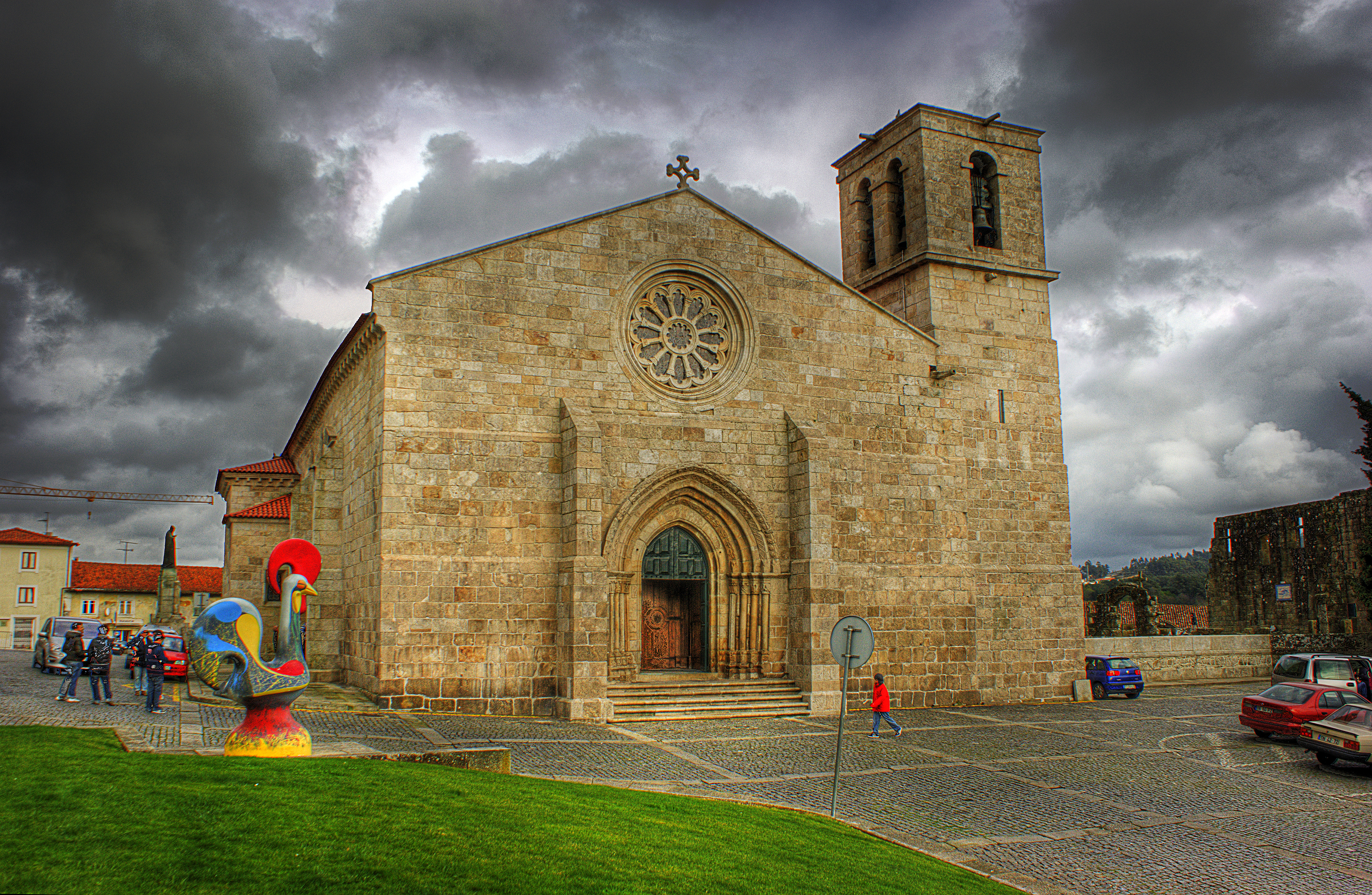
Die Hauptkirche von Barcelos (Igreja Matriz)
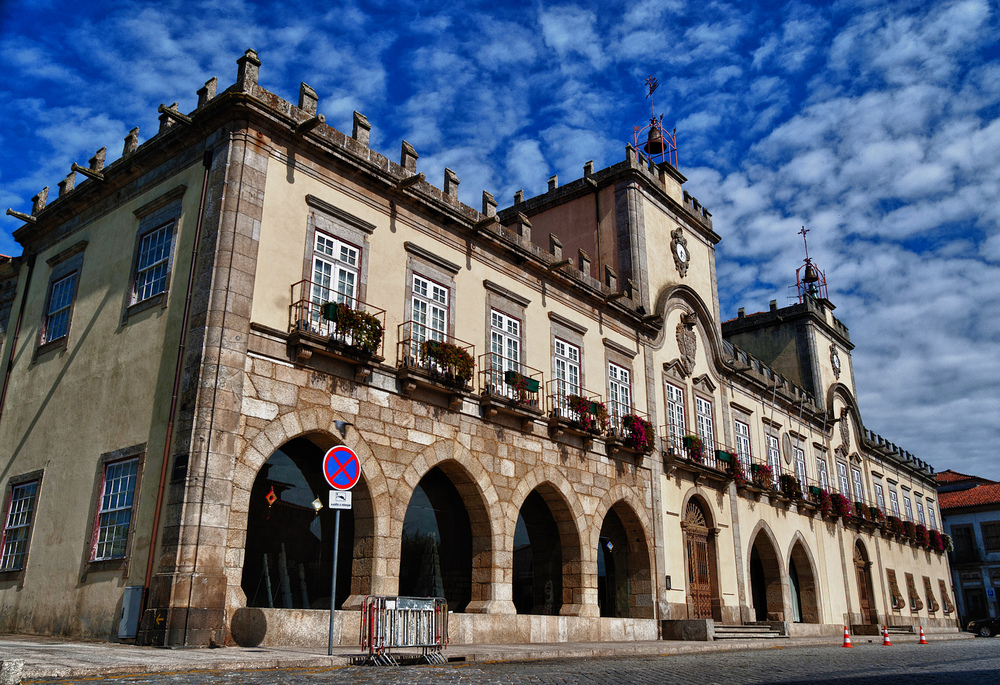
Das Rathaus von Barcelos
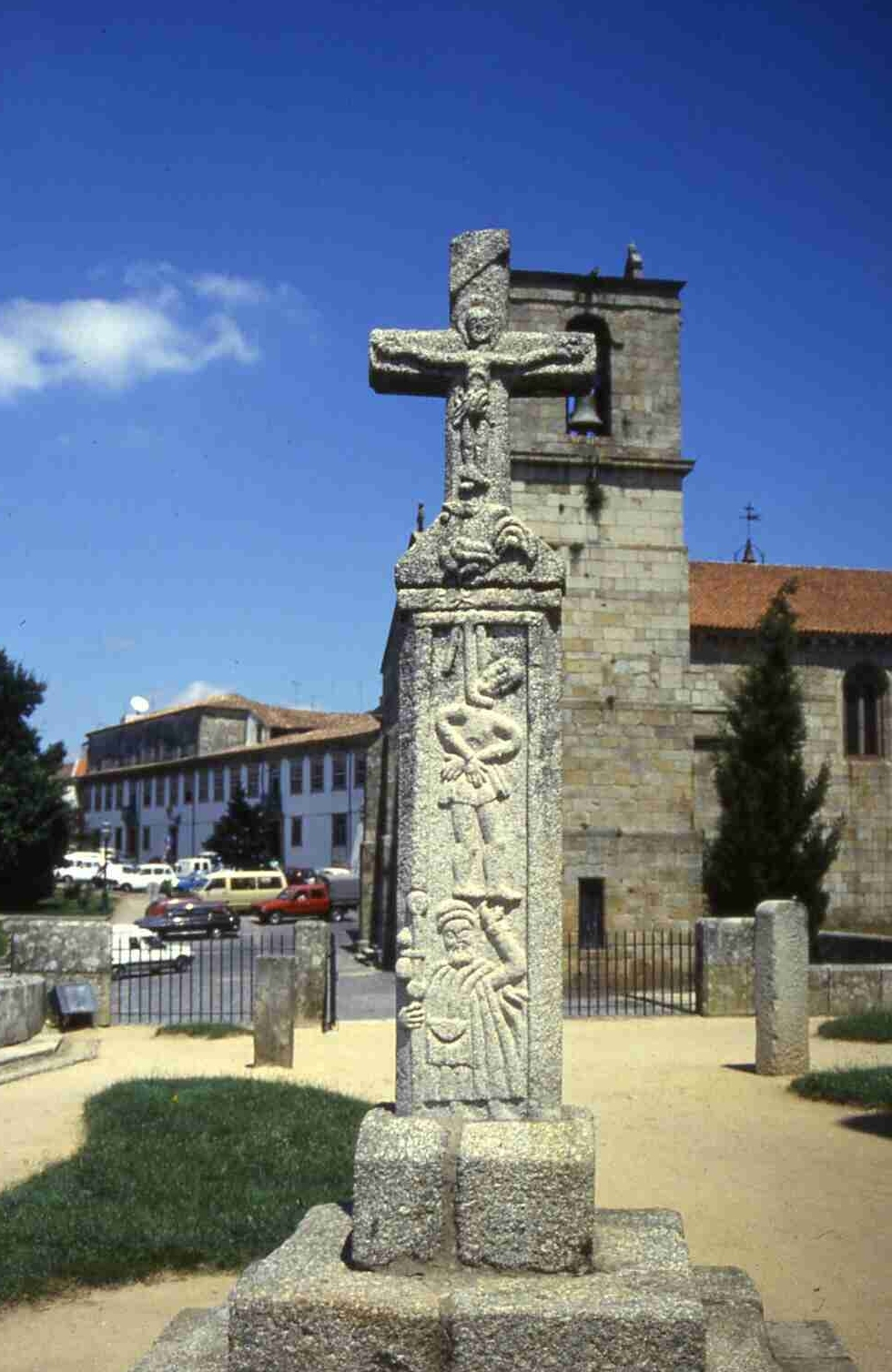
Skulptur von der Hahn-Legende in Barcelos (1994)
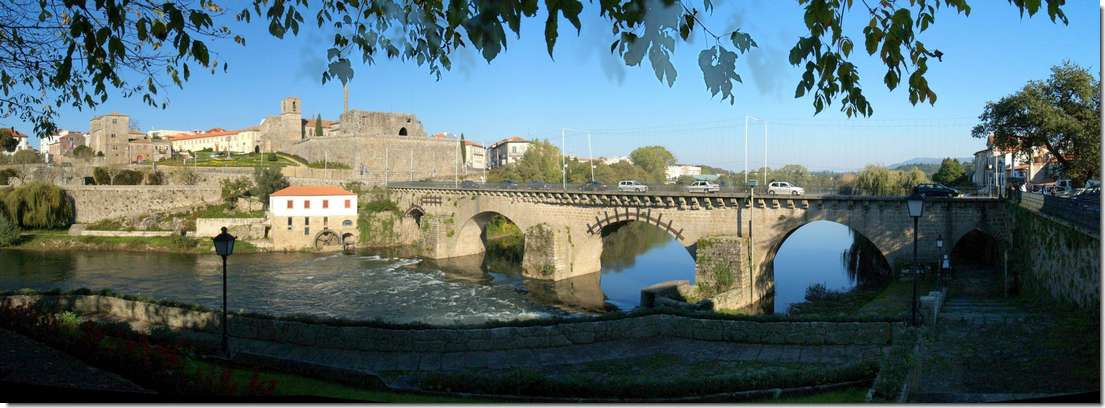
Brücke über den Cávado – National-Monument

Auf dem zentralen Platz Campo da República findet donnerstags der größte Wochenmarkt Portugals statt, auf dem auch der Hahn von Barcelos (Galo de Barcelos) in verschiedenen Variationen angeboten wird. In der Torre da Porta Nova, einem Turm der früheren Stadtmauer, ist ein Kunsthandwerkszentrum untergebracht, in dem traditionelle Fertigkeiten und Geräte vorgeführt werden u. a. Weben und Klöppeln. Das Museu de Olaria ist ein Töpfermuseum. Der Templo do Senhor Bom Jesus da Cruz (Portugiesisch für: Tempel des Herrn Guter Jesu vom Kreuz) ist eine Barock-Kirche aus dem 17. Jahrhundert und gilt als augenfälligstes Bauwerk der Stadt.
Zu den weiteren zahlreichen geschützten Baudenkmälern der Stadt zählen eine Reihe früherer öffentlicher Bauten, städtische Herrenhäuser, steinerne Brunnenanlagen und Sakralbauten, darunter die auf eine im 11./12. Jahrhundert gebaute Kirche zurückgehende, im 13./14. neu errichtete und seither mehrmals umgebaute Hauptkirche Igreja Matriz de Barcelos (auch Igreja de Santa Maria Maior). Neben manieristischen und barocken Elementen, etwa in den verschiedenen Altarretabeln, zeigt das dreischiffige Gotteshaus noch einige romanische Teile, etwa das Portal mit der Fensterrose oder die Kapitelle der Säulen der Bogenreihen.
Der historische Ortskern und die hineinführende fünfbogige Steinbrücke aus dem 14. Jahrhundert stehen unter Denkmalschutz. In den Ruinen der 1425 erstmals fertiggestellten Burg- und Palastanlage Ruínas do Paço dos Duques de Bragança (dt.: Ruinen des Sitzes des Herzogs von Bragança), auch Ruínas do Paço dos Condes de Barcelos (dt.: Ruinen des Sitzes der Grafen von Barcelos), sind römische Funde zu sehen, aber auch Stücke des Mittelalters. Zudem sind verschiedene vorgeschichtliche Ausgrabungen zu besichtigen, etwa die der Castrokultur.
Das Teatro Gil Vicente ist das bedeutendste Theater der Stadt. Die 1880 gegründete Biblioteca Municipal (dt.: Städtische Bibliothek) ist heute in der Casa dos Machados da Maia untergebracht, einem manuelinischen Stadt-Herrenhaus aus dem 16. Jahrhundert. Sie gehört zu den zehn öffentlichen Gebäuden, Parks und Plätzen, an denen die Stadt kostenlosen WLAN-Internetzugang bietet. Auch das Flussufer (Zona Ribeirinha) zählt dazu. Dort sind Grünanlagen und ein Flussschwimmbad eingerichtet, u. a.

## Sport
Der 1924 gegründete Fußballverein Gil Vicente FC kehrte 2012 in die erste portugiesische Liga (Primeira Liga) zurück. Er trägt seine Heimspiele im Stadion Estádio Cidade de Barcelos aus, das einer der Spielorte der U-21-Fußball-Europameisterschaft 2006 war.
Ein weiterer bedeutender Verein der Stadt ist der 1948 gegründete Rollhockeyverein Óquei Clube de Barcelos, der mehrmals Landesmeister, Pokalsieger und Supercup-Gewinner wurde, und auch internationale Erfolge feierte, etwa den Gewinn der Rollhockey-Champions League der CERH (Comité Européen de Rink-Hockey) 1990/91, und der Europapokalwettbewerbe 1990/91, 1992/93 und 1994/95.
Weitere Sportclubs sind der Basketballverein Basquete Clube de Barcelos, und eine Reihe weiterer Fußballvereine und anderer Sportclubs der Stadt und des Kreises.

## Verwaltung

### Der Kreis
Barcelos ist Sitz eines gleichnamigen Kreises (Concelho). Die Nachbarkreise sind (im Uhrzeigersinn im Norden beginnend): Viana do Castelo, Ponte de Lima, Vila Verde, Braga, Vila Nova de Famalicão, Póvoa de Varzim sowie Esposende.
Barcelos ist der Kreis mit den meisten Gemeinden (Freguesias) in Portugal. Im Zuge der Gebietsreform in Portugal 2013 wurden eine Reihe der bisherigen 89 Gemeinden zusammengelegt, seither besteht der Kreis Barcelos aus 61 Gemeinden:

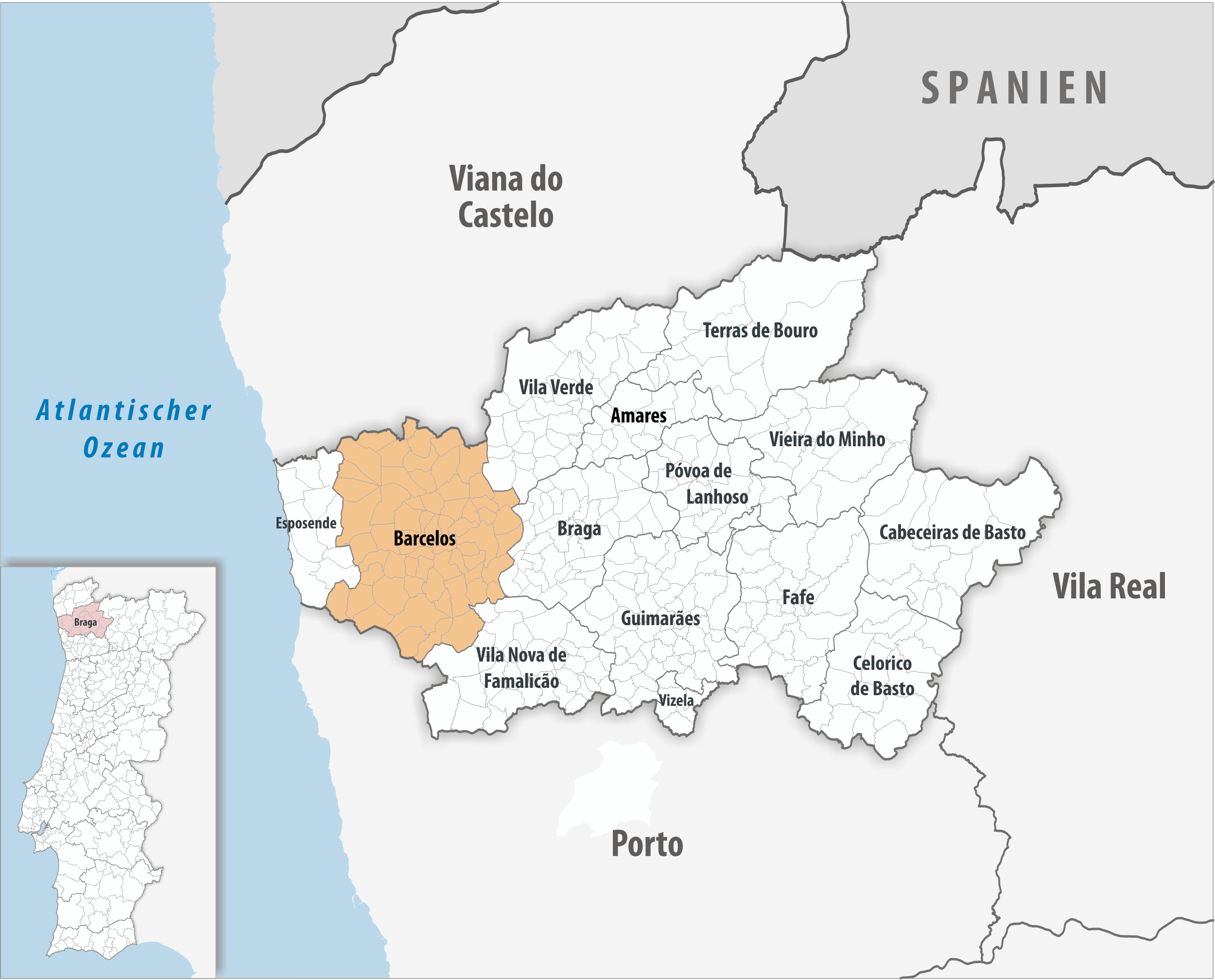
Kreis Barcelos

| Gemeinde                                            | Einwohner (2021) | Fläche km² | Dichte Einw./km² | LAU- Code |
| --------------------------------------------------- | ---------------- | ---------- | ---------------- | --------- |
| Abade de Neiva                                      | 2.009            | 7,50       | 268              | 030201    |
| Aborim                                              | 827              | 6,18       | 134              | 030202    |
| Adães                                               | 755              | 2,69       | 281              | 030203    |
| Airó                                                | 883              | 3,02       | 292              | 030205    |
| Aldreu                                              | 795              | 4,80       | 166              | 030206    |
| Alheira e Igreja Nova                               | 1.347            | 10,17      | 132              | 030290    |
| Alvelos                                             | 2.010            | 3,38       | 594              | 030208    |
| Alvito e Couto                                      | 1.446            | 8,54       | 169              | 030291    |
| Arcozelo                                            | 12.824           | 3,44       | 3.731            | 030209    |
| Areias de Vilar e Encourados                        | 1.740            | 10,17      | 171              | 030292    |
| Areias de Vilar                                     | 1.026            | 2,51       | 409              | 030210    |
| Balugães                                            | 787              | 2,73       | 289              | 030212    |
| Barcelinhos                                         | 1.869            | 2,76       | 678              | 030213    |
| Barcelos, Vila Boa e Vila Frescainha                | 11.349           | 9,30       | 1.220            | 030293    |
| Barqueiros                                          | 1.916            | 8,07       | 238              | 030215    |
| Cambeses                                            | 1.236            | 3,31       | 373              | 030216    |
| Campo e Tamel                                       | 1.509            | 4,81       | 314              | 030294    |
| Carapeços                                           | 2.168            | 8,12       | 267              | 030218    |
| Carreira e Fonte Coberta                            | 2.022            | 5,29       | 382              | 030295    |
| Carvalhal                                           | 1.233            | 2,58       | 478              | 030220    |
| Carvalhos                                           | 692              | 3,49       | 198              | 030221    |
| Chorente, Góios, Courel, Pedra Furada e Gueral      | 2.454            | 16,09      | 153              | 030296    |
| Cossourado                                          | 758              | 6,44       | 118              | 030224    |
| Creixomil e Mariz                                   | 1.112            | 6,98       | 159              | 030297    |
| Cristelo                                            | 1.657            | 7,71       | 215              | 030228    |
| Durrães e Tregosa                                   | 1.379            | 6,73       | 205              | 030298    |
| Fornelos                                            | 803              | 4,29       | 187              | 030234    |
| Fragoso                                             | 2.069            | 12,59      | 164              | 030235    |
| Gamil e Midões                                      | 1.377            | 5,84       | 236              | 030299    |
| Gilmonde                                            | 1.497            | 5,58       | 268              | 030237    |
| Lama                                                | 1.164            | 3,27       | 356              | 030242    |
| Lijó                                                | 2.425            | 4,42       | 549              | 030243    |
| Macieira de Rates                                   | 1.907            | 7,85       | 243              | 030244    |
| Manhente                                            | 1.705            | 3,91       | 436              | 030245    |
| Martim                                              | 2.051            | 5,32       | 386              | 030247    |
| Milhazes, Vilar de Figos e Faria                    | 1.993            | 12,14      | 164              | 0302FA    |
| Moure                                               | 921              | 2,54       | 362              | 030252    |
| Negreiros e Chavão                                  | 2.203            | 6,96       | 316              | 0302FB    |
| Oliveira                                            | 986              | 5,46       | 181              | 030254    |
| Palme                                               | 1.045            | 8,31       | 126              | 030255    |
| Panque                                              | 631              | 6,29       | 100              | 030256    |
| Paradela                                            | 789              | 8,36       | 94               | 030257    |
| Pereira                                             | 1.241            | 3,85       | 322              | 030259    |
| Perelhal                                            | 1.700            | 6,80       | 250              | 030260    |
| Pousa                                               | 2.218            | 6,63       | 334              | 030261    |
| Quintiães e Aguiar                                  | 1.080            | 7,36       | 147              | 0302FC    |
| Remelhe                                             | 1.280            | 6,12       | 209              | 030263    |
| Roriz                                               | 2.021            | 6,53       | 309              | 030264    |
| Santa Eugénia de Rio Covo                           | 1.556            | 3,13       | 496              | 030265    |
| Tamel e Vilar do Monte                              | 1.269            | 11,06      | 115              | 0302FF    |
| Santa Maria de Galegos                              | 2.848            | 4,59       | 621              | 030268    |
| São Martinho de Galegos                             | 1.842            | 3,12       | 590              | 030272    |
| São Veríssimo de Tamel                              | 2.915            | 3,33       | 877              | 030277    |
| Sequeade e Bastuço                                  | 1.808            | 6,34       | 285              | 0302FD    |
| Silva                                               | 900              | 2,18       | 413              | 030279    |
| Silveiros e Rio Covo                                | 2.098            | 8,23       | 255              | 0302FE    |
| Ucha                                                | 1.416            | 4,27       | 332              | 030282    |
| Várzea                                              | 1.934            | 2,95       | 655              | 030283    |
| Viatodos, Grimancelos, Minhotães e Monte de Fralães | 3.744            | 12,40      | 302              | 0302FG    |
| Vila Cova e Feitos                                  | 2.449            | 15,73      | 156              | 0302FH    |
| Vila Seca                                           | 1.064            | 4,34       | 245              | 030287    |
| Kreis Barcelos                                      | 116.752          | 378,90     | 308              | 0302      |

### Bevölkerungsentwicklung
| Einwohnerzahl im Kreis Barcelos (1801–2011) | Einwohnerzahl im Kreis Barcelos (1801–2011) | Einwohnerzahl im Kreis Barcelos (1801–2011) | Einwohnerzahl im Kreis Barcelos (1801–2011) | Einwohnerzahl im Kreis Barcelos (1801–2011) | Einwohnerzahl im Kreis Barcelos (1801–2011) | Einwohnerzahl im Kreis Barcelos (1801–2011) | Einwohnerzahl im Kreis Barcelos (1801–2011) | Einwohnerzahl im Kreis Barcelos (1801–2011) |
| ------------------------------------------- | ------------------------------------------- | ------------------------------------------- | ------------------------------------------- | ------------------------------------------- | ------------------------------------------- | ------------------------------------------- | ------------------------------------------- | ------------------------------------------- |
| 1801                                        | 1849                                        | 1900                                        | 1930                                        | 1960                                        | 1981                                        | 1991                                        | 2001                                        | 2011                                        |
| 78 934                                      | 40 859                                      | 46 953                                      | 58 360                                      | 83 211                                      | 103 773                                     | 111 733                                     | 122 096                                     | 120 391                                     |

### Städtepartnerschaften
- Spanien: Pontevedra (seit 1971)
- Kap Verde: São Domingos, Insel Santiago (seit 1997)
- Frankreich: Vierzon (seit 1998)
- Bulgarien: Swischtow (seit 2000)
- Marokko: El Jadida (seit 2009)
- Brasilien: Recife (seit 2010)[10]

## Verkehr

### Fernverkehr
Barcelos ist Haltepunkt der Eisenbahnstrecke Linha do Minho. Es liegt an der Autobahn A11 und der Nationalstraße N103. Der Ort ist in das landesweite Busnetz der Rede Expressos eingebunden.

### Öffentlicher Personennahverkehr
Eine Reihe von Buslinien der Unternehmen Transdev und Arriva decken das Stadtgebiet ab, zum Teil auch mit regional ausgedehnten Linien.

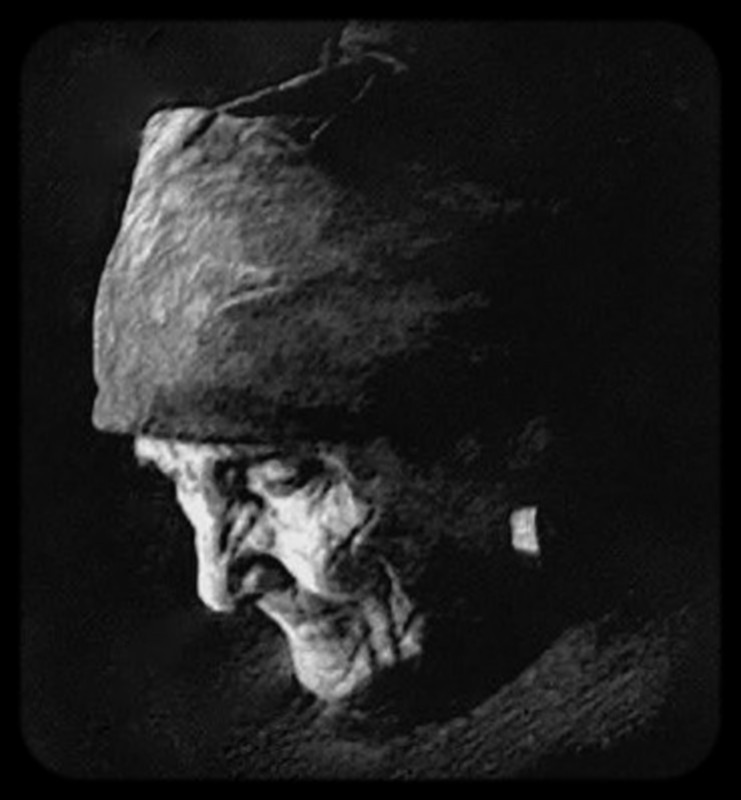
Rosa Ramalho

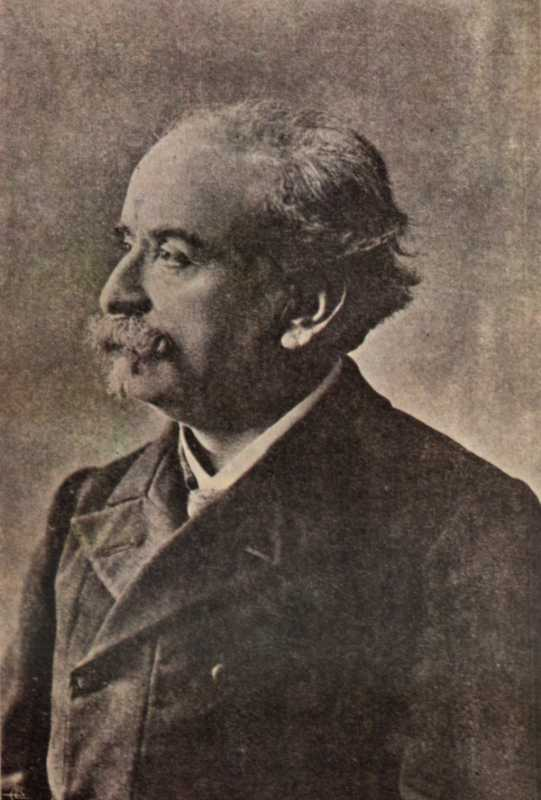
Miguel Ângelo Pereira

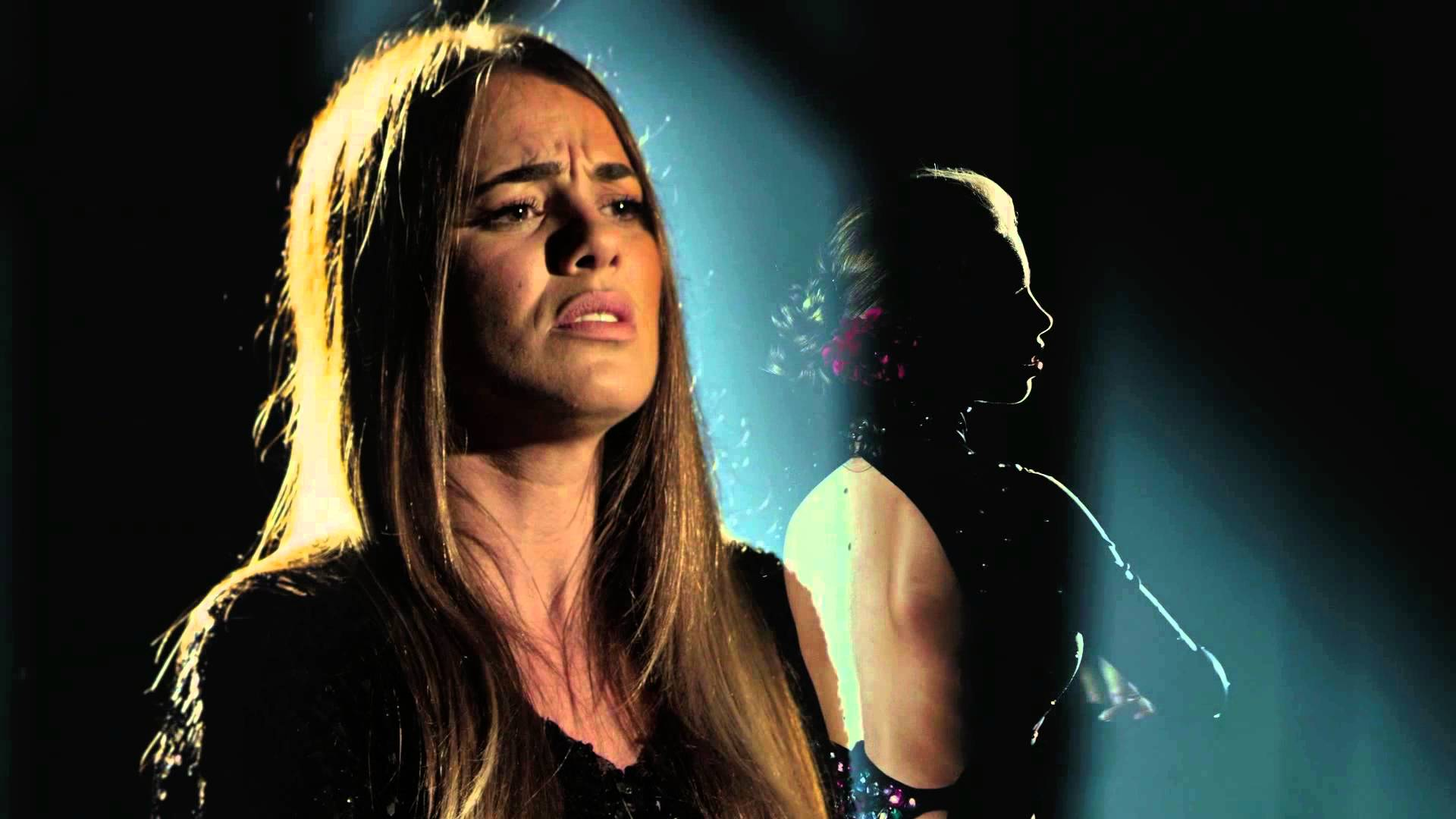
Die Fadista Gisela João (2013)

## Söhne und Töchter der Stadt
Die Stadt gibt häufig Gil Vicente (1465–1536), den Dramatiker und Begründer des portugiesischen Theaters, als ihren berühmtesten Sohn an, jedoch ist dessen Herkunft nicht zweifelsfrei belegt. Die Power-Metal-Band Oratory kommt aus Barcelos. Weitere berühmte Persönlichkeiten, die aus Barcelos stammen, sind:
- Paio Peres Correia (1205–1275), Ritter
- João Garcia de Guilhade, Dichter und Trobador des 13. Jahrhunderts
- Pêro de Barcelos, Entdeckungsreisender des 15. Jahrhunderts
- Lourenço de Almeida (1480–1508), Militär und Eroberer
- Fernão de Albuquerque (1540–1623), Militär und Kolonialverwalter in Indien
- Manuel José da Costa Felgueiras Gaio (1750–1831), Genealoge und Autor
- Henrique Ernesto de Almeida Coutinho (1788–1868), Lyriker und Literaturkritiker
- José António Faria de Carvalho († 1840), Minister des Liberalismus
- Miguel Ângelo Pereira (1843–1901), Pianist und Komponist
- António José de Sousa Barroso (1854–1918), Bischof in Indien und Porto
- José Maria de Queirós Veloso (1860–1952), Historiker
- Luís Costa (1879–1960), Pianist und Komponist
- Rosa Ramalho (1888–1977), Keramikkünstlerin
- Manuel Gomes de Araújo (1897–1982), General, von 1962 bis 1968 Verteidigungsminister
- António Novais Madureira (* 1943), Architekt
- Miguel Cadilhe (* 1944), Ökonom und zweimaliger Finanzminister
- Júlia Ramalho (* 1946), Keramikkünstlerin
- Manuel Carvalho da Silva (* 1948), Gewerkschafter und Soziologe
- Honório Novo (* 1950), Politiker
- Frédéric Da Rocha (* 1953), französischer Autorennfahrer
- Eduardo Mendes (* 1962), Fußballtrainer
- Nuno Capucho (* 1972), Fußballspieler
- Pedro Cardoso (* 1974), Radrennfahrer
- Rui Faria (* 1975), Fußballtrainer
- Carlos Manuel da Silva Cunha (* 1977), Fußballspieler
- André Albino Carvalho da Cunha (* 1978), Fußballspieler
- Hugo Viana (* 1983), Fußballspieler
- Gisela João (* 1983), Fadosängerin
- Carlos Fonseca (* 1987), Fußballspieler
- Orlando Sá (* 1988), Fußballspieler
- José Gonçalves (* 1989), Radrennfahrer
- João Sacramento (* 1989), Fußballtrainer
- João Matias (* 1991), Radsportler
- Nélson Oliveira (* 1991), Fußballspieler
- Paulinho (* 1992), Fußballspieler